# Elecciones generales de Palaos de 2020
Las duodécimas elecciones generales de Palaos tuvieron lugar el 3 de noviembre de 2020 para elegir al Presidente, al Vicepresidente, al Senado y a la Cámara de Delegados.

## Sistema electoral
El Presidente de Palaos se elige mediante un sistema de balotaje. Los 16 miembros de la Cámara de Delegados se eligen en distritos electorales bajo el principio de escrutinio mayoritario uninominal, mientras que los 13 miembros del Senado se eligen de un solo distrito electoral nacional mediante escrutinio mayoritario plurinominal, y cada votante tiene 13 votos para emitir.
No hay partidos políticos registrados en Palaos, lo que significa que todos los candidatos se postularon como independientes.

## Resultados

### Elección presidencial
La primera vuelta se celebró el 22 de septiembre de 2020 con cuatro candidatos. El presidente en ejercicio, Thomas Remengesau Jr., no podía postularse nuevamente al haber alcanzado el límite de mandatos. El excandidato presidencial (y cuñado del titular) Surangel Whipps Jr. ocupó el primer lugar en la primera vuelta, mientras que el vicepresidente Raynold Oilouch quedó en segundo lugar y pasó junto a Whipps a la segunda vuelta de las elecciones presidenciales. Un total de 25.381 palauanos estaban registrados para votar.
La segunda vuelta se llevó a cabo el 3 de noviembre de 2020. Oilouch concedió la derrota a Whipps el 5 de noviembre después de que se contaran todos los votos, dando a Whipps una ventaja de 1.202 votos con alrededor de 2.000 votos aún por contabilizar. La Comisión Electoral de Palaos certificó oficialmente los resultados finales el 17 de noviembre.
| Candidato           | Primera vuelta | Primera vuelta | Segunda vuelta | Segunda vuelta |
| Candidato           | Votos          | %              | Votos          | %              |
| ------------------- | -------------- | -------------- | -------------- | -------------- |
| Surangel Whipps Jr. | 3.546          | 46.30          | 5.699          | 56.7           |
| Raynold Oilouch     | 1.984          | 25.90          | 4.351          | 43.3           |
| Johnson Toribiong   | 1.145          | 14.95          |                |                |
| Alan R. Seid        | 983            | 12.83          |                |                |
| Total               | 7.658          | 100            | 10.050         | 100            |
| Fuente:             |                |                |                |                |

### Elección vicepresidencial
| Uduch Sengebau Senior | 5.112 | 52.3 |
| Frank Kyota           | 4.671 | 47.7 |
| Total                 | 9.783 | 100  |
| Fuente:               |       |      |

### Elección legislativa
| Partido                   | Cámara de Delegados | Cámara de Delegados | Cámara de Delegados | Senado | Senado | Senado  |
| Partido                   | Votos               | %                   | Escaños             | Votos  | %      | Escaños |
| ------------------------- | ------------------- | ------------------- | ------------------- | ------ | ------ | ------- |
| Candidatos independientes |                     | 100                 | 16                  |        | 100    | 13      |
| Total                     |                     | 100                 |                     | 100    |        |         |
| Fuente:                   |                     |                     |                     |        |        |         |